# Estación de San Cristóbal de los Ángeles
San Cristóbal de los Ángeles es un apeadero ferroviario situado en el barrio homónimo al sur de Madrid. Forma parte de la línea C-3 de la red de Cercanías Madrid. Anteriormente esta estación se llamaba Los Ángeles.

## Situación ferroviaria
Se encuentra en el punto kilométrico 8,7 de la línea férrea Madrid-Valencia a 587,1 metros de altitud.

## Historia
La primitiva estación de ferrocarril de San Cristóbal de los Ángeles se inauguró el 9 de febrero de 1851 con la puesta en marcha de la línea de ferrocarril Madrid-Aranjuez, segunda línea férrea peninsular tras la apertura de la línea Barcelona-Mataró y embrión de las futuras radiales hacia Extremadura, Andalucía y Alicante. Las obras corrieron a cargo de la Compañía Anónima del Camino de Hierro de Madrid a Aranjuez que presidía el Marqués de Salamanca, que poco después se integró en MZA.
En 1941 la nacionalización del ferrocarril en España supuso la integración de MZA en la recién creada RENFE. Desde el 31 de diciembre de 2004 Renfe Operadora explota la línea mientras que Adif es la titular de las instalaciones ferroviarias.

## Servicios ferroviarios

### Cercanías
| procedencia/destino | < estación      | Línea | estación >               | destino/procedencia |
| ------------------- | --------------- | ----- | ------------------------ | ------------------- |
| Chamartín           | Villaverde Bajo |       | San Cristóbal Industrial | Aranjuez            |

La estación forma parte de la línea C-3 de la red de Cercanías Madrid. En días laborables la frecuencia media es un tren cada veinte minutos.